# Tadeusz Solecki
Tadeusz Leonard Albert Solecki herbu Ostoja (ur. 7 stycznia 1891 we Lwowie, zm. 20 kwietnia 1968 w Krakowie) – polski architekt, urzędnik oraz wykładowca akademicki.

## Życiorys
Absolwent Wydziału Architektonicznego Politechniki Lwowskiej (1923). Przed II wojną światową pracował w lwowskim Urzędzie Nadzoru Budowlanego. Zajmował się również projektowaniem gmachów użyteczności publicznej oraz obiektów turystycznych. Według jego projektów zrealizowano m.in. budynek magistratu w Mościskach (1929), gmach Polskiego Towarzystwa Historycznego we Lwowie (1938) oraz schroniska turystyczne: w dolinie Świcy (1932), na Przełęczy Wyszkowskiej (1935), na Ruszczynie (1938) oraz w dolinie Mołody (1938).
Po wojnie przeniósł się z wraz z rodziną do Krakowa, gdzie wykładał w Katedrze Projektowania Architektury Przemysłowej Politechniki Krakowskiej. Od 1956 roku był również pracownikiem krakowskiego Biura Projektów Transportu Drogowego i Lotniczego "Transprojekt". Był członkiem Polskiego Towarzystwa Politechnicznego we Lwowie, SARP (oddział lwowski przed 1939, oddział krakowski po 1945), pełnił również funkcję dyrektora SPB w Krakowie.
Jego żoną była Janina z Pazirskich, primo voto Błocka (1892-1946) - wdowa po malarzu Włodzimierzu Błockim, z którego to małżeństwa urodził się Andrzej Solecki (1923-1994) - również architekt, profesor Akademii Rolniczej w Krakowie. 
Został pochowany na krakowskim cmentarzu Rakowickim.

### Realizacje (galeria)

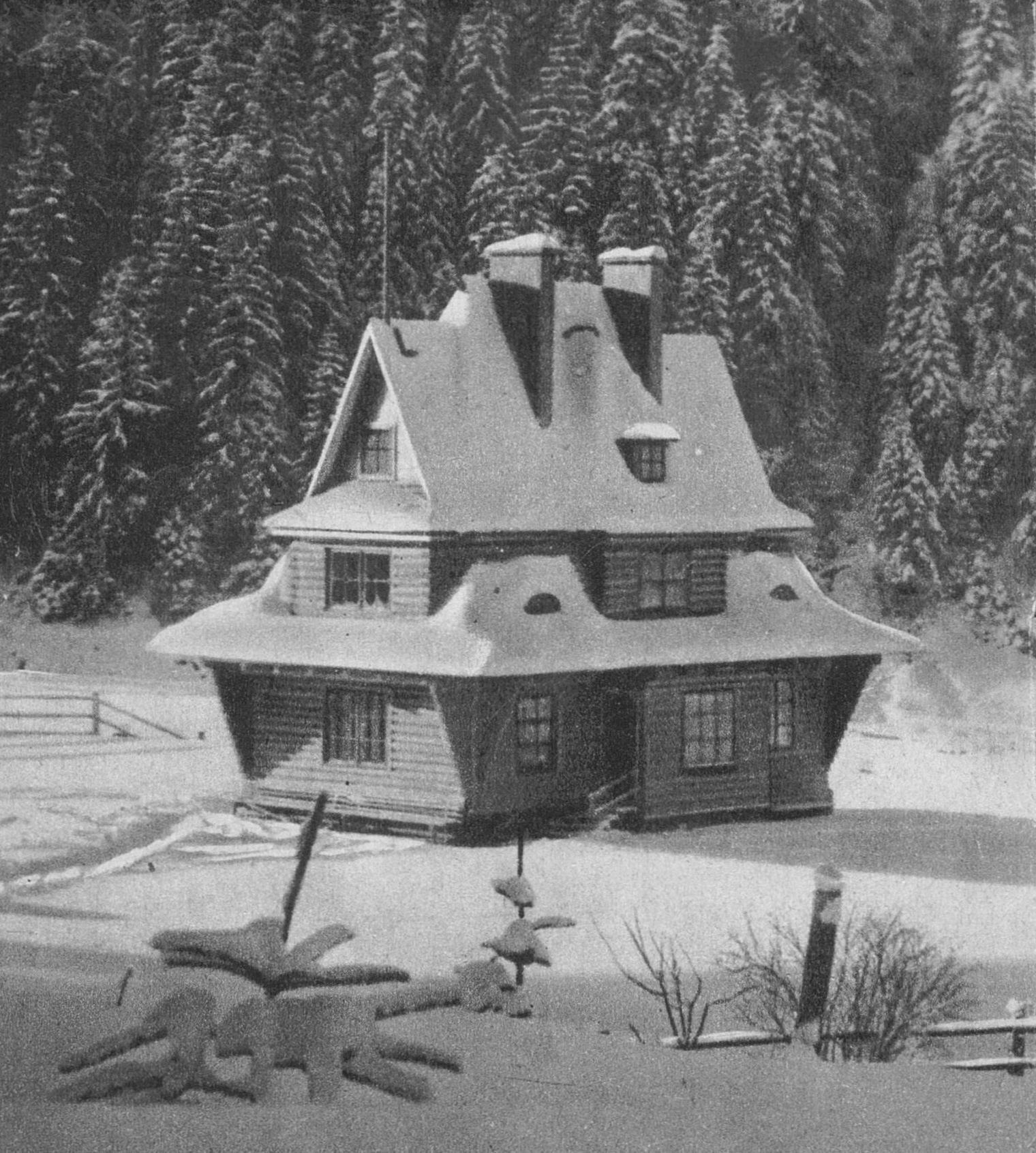
Schronisko w dolinie Świcy
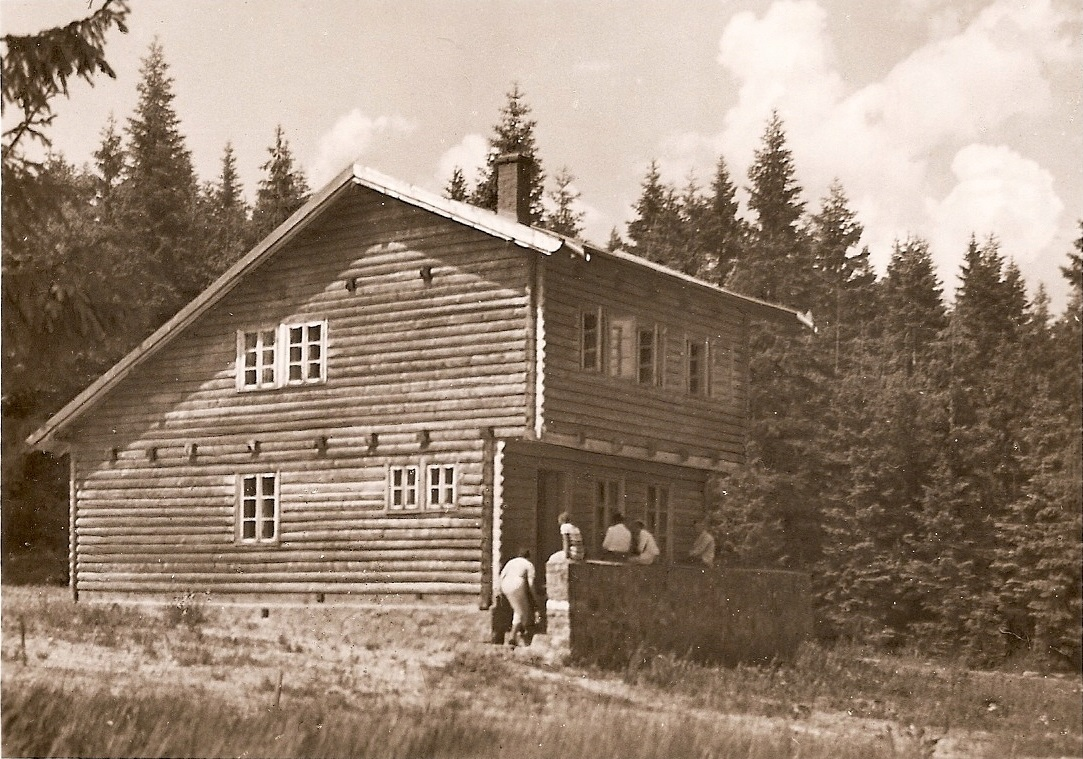
Schronisko na Przełęczy Wyszkowskiej
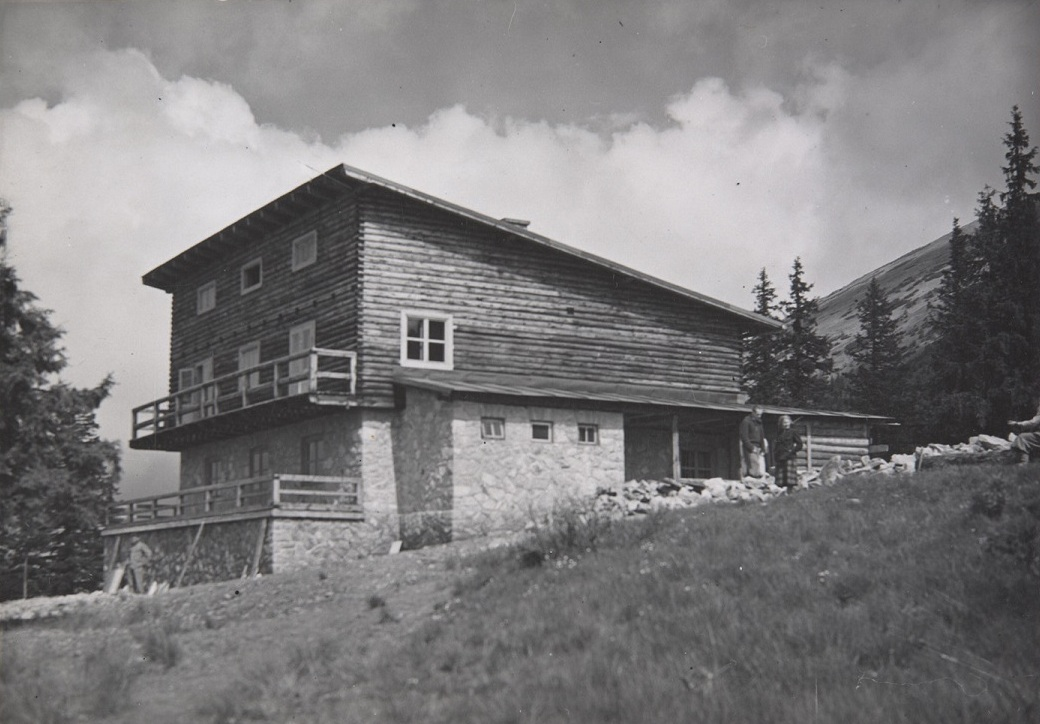
Schronisko na Ruszczynie
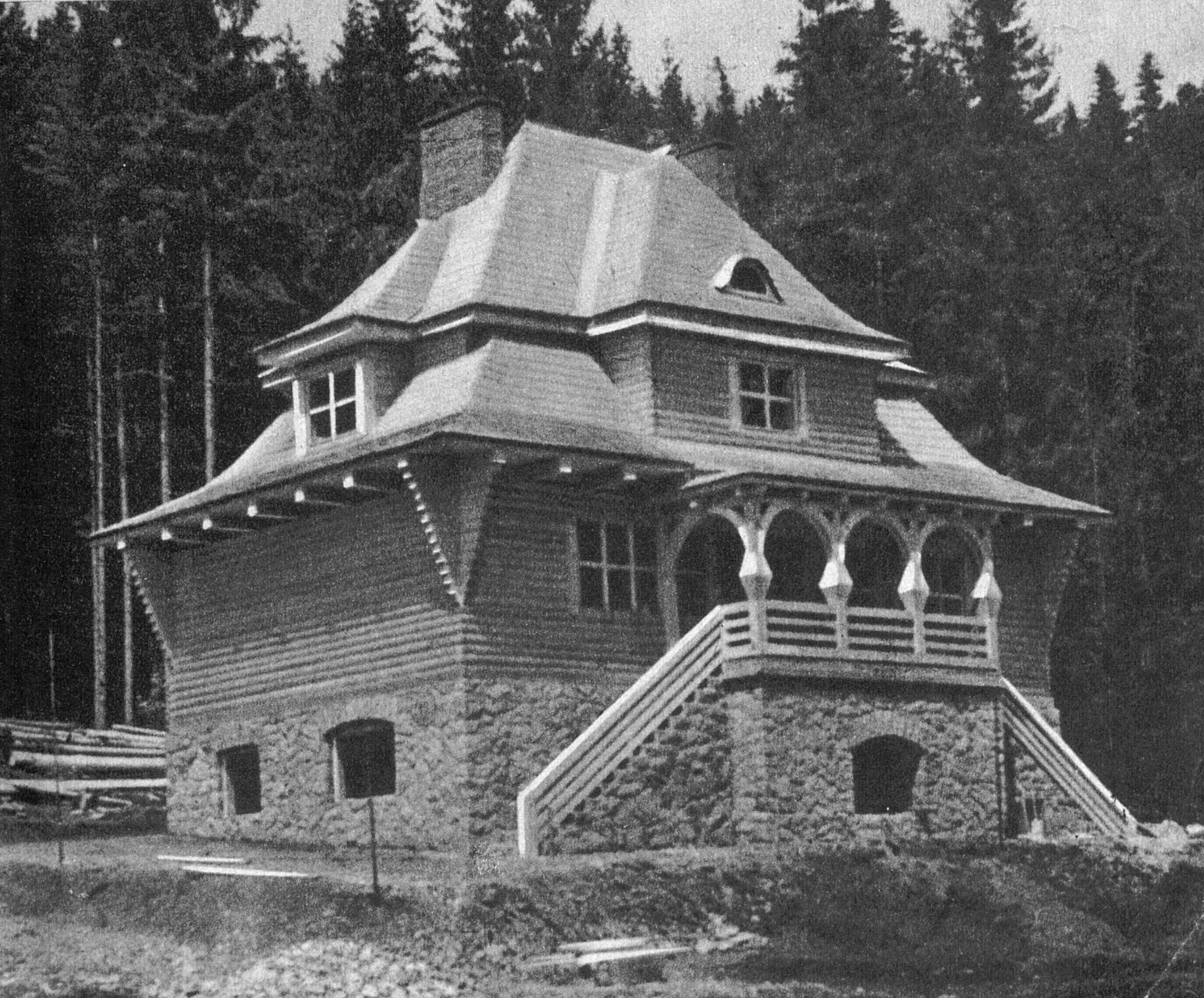
Schronisko w dolinie Mołody
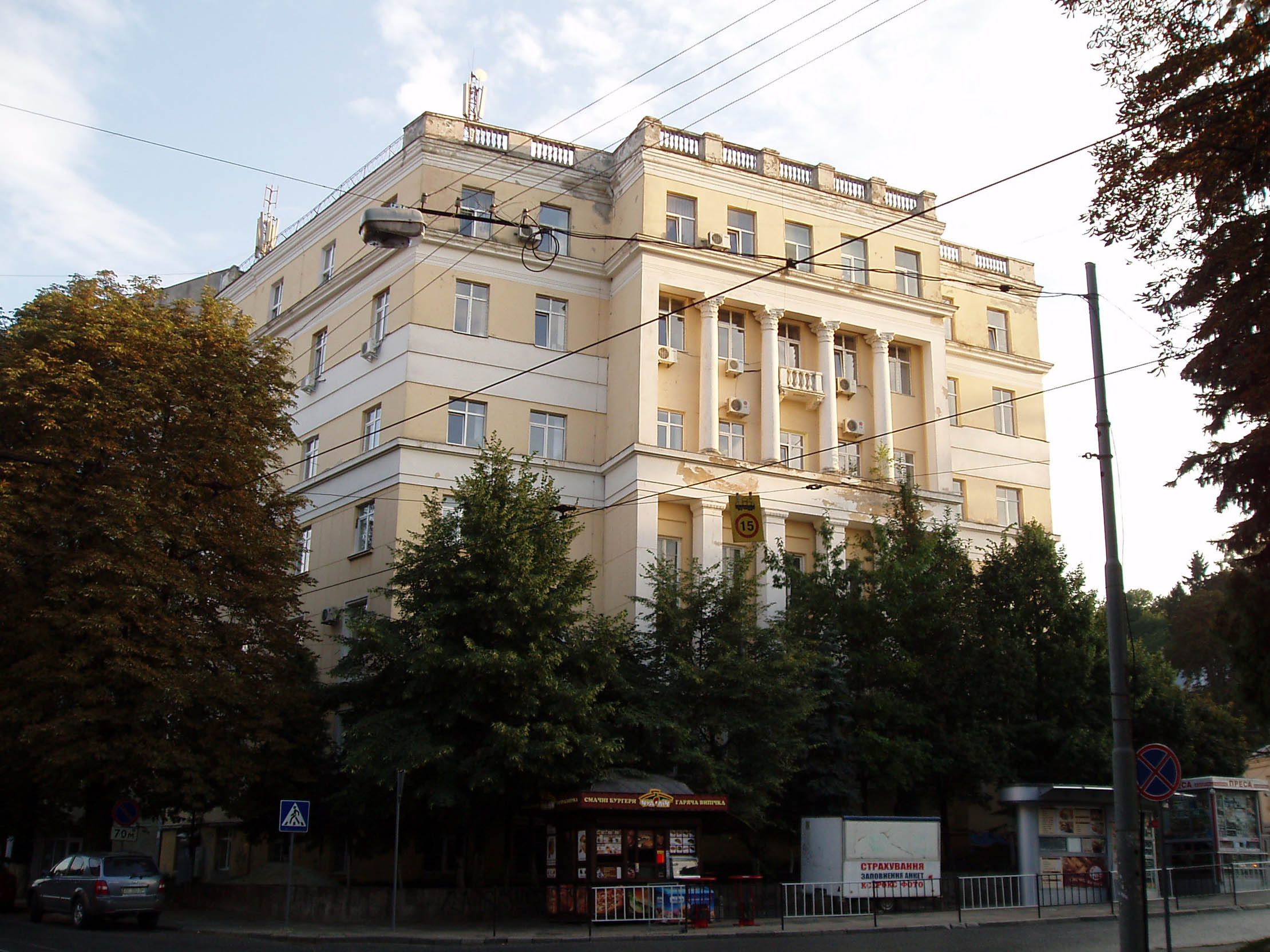
Gmach Polskiego Towarzystwa Historycznego we Lwowie